# Tour de l'Algarve 2019
Le Tour de l'Algarve 2019 (officiellement nommé Volta ao Algarve 2019) est la 45e édition de cette course cycliste par étapes masculine. Il a lieu dans l'Algarve, au sud du Portugal, du 20 au 24 février 2019. Il se déroule en cinq étapes entre Portimão et l'Alto do Malhão sur un parcours de 778,6 km et fait partie du calendrier UCI Europe Tour 2019 en catégorie 2.HC.

## Présentation
Le Tour de l'Algarve est organisé par la Fédération portugaise de cyclisme.

### Parcours
Le Tour de l'Algarve est tracé sur cinq étapes pour une distance totale de 778,6 kilomètres, divisée en deux étapes de montagne, deux étapes plates et un contre-la-montre individuel.

### Équipes
Classé en catégorie 2.HC de l'UCI Europe Tour, le Tour de l'Algarve est par conséquent ouvert aux WorldTeams dans la limite de 70 % des équipes participantes, aux équipes continentales professionnelles, aux équipes continentales portugaise, aux équipes continentales étrangères dans la limite de deux, et à une équipe nationale portugaise.
Vingt-trois équipes participent à ce Tour de l'Algarve - 11 WorldTeams, 4 équipes continentales professionnelles et 8 équipes continentales :
| WorldTeams (12)- Bora-hansgrohe - CCC Team - Deceuninck-Quick Step - Groupama-FDJ - Team Jumbo-Visma - Dimension Data - Katusha-Alpecin - Sky - Team Sunweb - Trek-Segafredo - UAE Team Emirates - Lotto Soudal Équipes continentales professionnelles (4)- Caja Rural-Seguros RGA - Cofidis, Solutions Crédits - W52-FC Porto - Wanty-Groupe Gobert Équipes continentales (8)- Ludofoods Louletano Aviludo - Efapel - LA Alumínios-Metalusa - Miranda-Mortágua - RP-Boavista - Sporting-Tavira - UD Oliveirense/InOutbuild - Vito-Feirense-BlackJack |
| |

## Étapes
| Étape     | Date    | Villes étapes            | type                        | Distance (km) | Vainqueur d'étape | Leader du classement général |
| --------- | ------- | ------------------------ | --------------------------- | ------------- | ----------------- | ---------------------------- |
| 1re étape | 20 fév. | Portimão – Lagos         | étape de plaine             | 199,1         | Fabio Jakobsen    | Fabio Jakobsen               |
| 2e étape  | 21 fév. | Almodôvar – Alto da Fóia | étape de montagne           | 187,4         | Tadej Pogačar     | Tadej Pogačar                |
| 3e étape  | 22 fév. | Lagoa – Lagoa            | contre-la-montre individuel | 20,3          | Stefan Küng       | Tadej Pogačar                |
| 4e étape  | 23 fév. | Albufeira – Tavira       | étape de plaine             | 198,3         | Dylan Groenewegen | Tadej Pogačar                |
| 5e étape  | 24 fév. | Faro – Alto do Malhão    | étape de moyenne montagne   | 173,5         | Zdeněk Štybar     | Tadej Pogačar                |

## Déroulement de la course

### 1reétape
| \| Classement de l'étape \| Classement de l'étape \| Classement de l'étape \| Classement de l'étape \| Classement de l'étape \| \| Coureur \| Coureur \| Pays \| Équipe \| Temps \| \| --------------------- \| --------------------- \| --------------------- \| -------------------------- \| --------------------- \| \| 1er \| Fabio Jakobsen \| Pays-Bas \| Deceuninck-Quick Step \| 4 h 52 min 59 s \| \| 2e \| Arnaud Démare \| France \| Groupama-FDJ \| + 0 s \| \| 3e \| Pascal Ackermann \| Allemagne \| Bora-Hansgrohe \| + 0 s \| \| 4e \| Simone Consonni \| Italie \| UAE Team Emirates \| + 0 s \| \| 5e \| Jasper De Buyst \| Belgique \| Lotto-Soudal \| + 0 s \| \| 6e \| Søren Kragh Andersen \| Danemark \| Team Sunweb \| + 0 s \| \| 7e \| Edward Theuns \| Belgique \| Trek-Segafredo \| + 0 s \| \| 8e \| Jon Aberasturi \| Espagne \| Caja Rural-Seguros RGA \| + 0 s \| \| 9e \| Christophe Laporte \| France \| Cofidis, Solutions Crédits \| + 0 s \| \| 10e \| Neilson Powless \| États-Unis \| Team Jumbo-Visma \| + 0 s \| |                      |            |                            |                 |
| |                      |            |                            |                 |
| Source : ProCyclingStats |                      |            |                            |                 |
| Classement de l'étape |                      |            |                            |                 |
| Coureur | Coureur              | Pays       | Équipe                     | Temps           |
| 1er | Fabio Jakobsen       | Pays-Bas   | Deceuninck-Quick Step      | 4 h 52 min 59 s |
| 2e | Arnaud Démare        | France     | Groupama-FDJ               | + 0 s           |
| 3e | Pascal Ackermann     | Allemagne  | Bora-Hansgrohe             | + 0 s           |
| 4e | Simone Consonni      | Italie     | UAE Team Emirates          | + 0 s           |
| 5e | Jasper De Buyst      | Belgique   | Lotto-Soudal               | + 0 s           |
| 6e | Søren Kragh Andersen | Danemark   | Team Sunweb                | + 0 s           |
| 7e | Edward Theuns        | Belgique   | Trek-Segafredo             | + 0 s           |
| 8e | Jon Aberasturi       | Espagne    | Caja Rural-Seguros RGA     | + 0 s           |
| 9e | Christophe Laporte   | France     | Cofidis, Solutions Crédits | + 0 s           |
| 10e | Neilson Powless      | États-Unis | Team Jumbo-Visma           | + 0 s           |

| \| Classement général \| Classement général \| Classement général \| Classement général \| Classement général \| \| Coureur \| Coureur \| Pays \| Équipe \| Temps \| \| ------------------ \| -------------------- \| ------------------ \| -------------------------- \| ------------------ \| \| 1er \| Fabio Jakobsen \| Pays-Bas \| Deceuninck-Quick Step \| 4 h 52 min 59 s \| \| 2e \| Arnaud Démare \| France \| Groupama-FDJ \| + 0 s \| \| 3e \| Pascal Ackermann \| Allemagne \| Bora-Hansgrohe \| + 0 s \| \| 4e \| Simone Consonni \| Italie \| UAE Team Emirates \| + 0 s \| \| 5e \| Jasper De Buyst \| Belgique \| Lotto-Soudal \| + 0 s \| \| 6e \| Søren Kragh Andersen \| Danemark \| Team Sunweb \| + 0 s \| \| 7e \| Edward Theuns \| Belgique \| Trek-Segafredo \| + 0 s \| \| 8e \| Jon Aberasturi \| Espagne \| Caja Rural-Seguros RGA \| + 0 s \| \| 9e \| Christophe Laporte \| France \| Cofidis, Solutions Crédits \| + 0 s \| \| 10e \| Neilson Powless \| États-Unis \| Team Jumbo-Visma \| + 0 s \| |                      |            |                            |                 |
| |                      |            |                            |                 |
| Source : ProCyclingStats |                      |            |                            |                 |
| Classement général |                      |            |                            |                 |
| Coureur | Coureur              | Pays       | Équipe                     | Temps           |
| 1er | Fabio Jakobsen       | Pays-Bas   | Deceuninck-Quick Step      | 4 h 52 min 59 s |
| 2e | Arnaud Démare        | France     | Groupama-FDJ               | + 0 s           |
| 3e | Pascal Ackermann     | Allemagne  | Bora-Hansgrohe             | + 0 s           |
| 4e | Simone Consonni      | Italie     | UAE Team Emirates          | + 0 s           |
| 5e | Jasper De Buyst      | Belgique   | Lotto-Soudal               | + 0 s           |
| 6e | Søren Kragh Andersen | Danemark   | Team Sunweb                | + 0 s           |
| 7e | Edward Theuns        | Belgique   | Trek-Segafredo             | + 0 s           |
| 8e | Jon Aberasturi       | Espagne    | Caja Rural-Seguros RGA     | + 0 s           |
| 9e | Christophe Laporte   | France     | Cofidis, Solutions Crédits | + 0 s           |
| 10e | Neilson Powless      | États-Unis | Team Jumbo-Visma           | + 0 s           |

### 2eétape
| \| Classement de l'étape \| Classement de l'étape \| Classement de l'étape \| Classement de l'étape \| Classement de l'étape \| \| Coureur \| Coureur \| Pays \| Équipe \| Temps \| \| --------------------- \| --------------------- \| --------------------- \| -------------------------- \| --------------------- \| \| 1er \| Tadej Pogačar \| Slovénie \| UAE Team Emirates \| 4 h 58 min 25 s \| \| 2e \| Wout Poels \| Pays-Bas \| Team Sky \| + 1 s \| \| 3e \| Enric Mas \| Espagne \| Deceuninck-Quick Step \| + 3 s \| \| 4e \| Sam Oomen \| Pays-Bas \| Team Sunweb \| + 5 s \| \| 5e \| Amaro Antunes \| Portugal \| CCC Team \| + 7 s \| \| 6e \| David de la Cruz \| Espagne \| Team Sky \| + 21 s \| \| 7e \| João Rodrigues \| Portugal \| W52-FC Porto \| + 24 s \| \| 8e \| Simone Petilli \| Italie \| UAE Team Emirates \| + 27 s \| \| 9e \| José Herrada \| Espagne \| Cofidis, Solutions Crédits \| + 27 s \| \| 10e \| Michael Valgren \| Danemark \| Dimension Data \| + 49 s \| |                  |          |                            |                 |
| |                  |          |                            |                 |
| Source : ProCyclingStats |                  |          |                            |                 |
| Classement de l'étape |                  |          |                            |                 |
| Coureur | Coureur          | Pays     | Équipe                     | Temps           |
| 1er | Tadej Pogačar    | Slovénie | UAE Team Emirates          | 4 h 58 min 25 s |
| 2e | Wout Poels       | Pays-Bas | Team Sky                   | + 1 s           |
| 3e | Enric Mas        | Espagne  | Deceuninck-Quick Step      | + 3 s           |
| 4e | Sam Oomen        | Pays-Bas | Team Sunweb                | + 5 s           |
| 5e | Amaro Antunes    | Portugal | CCC Team                   | + 7 s           |
| 6e | David de la Cruz | Espagne  | Team Sky                   | + 21 s          |
| 7e | João Rodrigues   | Portugal | W52-FC Porto               | + 24 s          |
| 8e | Simone Petilli   | Italie   | UAE Team Emirates          | + 27 s          |
| 9e | José Herrada     | Espagne  | Cofidis, Solutions Crédits | + 27 s          |
| 10e | Michael Valgren  | Danemark | Dimension Data             | + 49 s          |

| \| Classement général \| Classement général \| Classement général \| Classement général \| Classement général \| \| Coureur \| Coureur \| Pays \| Équipe \| Temps \| \| ------------------ \| -------------------- \| ------------------ \| --------------------- \| ------------------ \| \| 1er \| Tadej Pogačar \| Slovénie \| UAE Team Emirates \| 9 h 51 min 24 s \| \| 2e \| Wout Poels \| Pays-Bas \| Team Sky \| + 1 s \| \| 3e \| Enric Mas \| Espagne \| Deceuninck-Quick Step \| + 3 s \| \| 4e \| Sam Oomen \| Pays-Bas \| Team Sunweb \| + 5 s \| \| 5e \| David de la Cruz \| Espagne \| Team Sky \| + 21 s \| \| 6e \| Søren Kragh Andersen \| Danemark \| Team Sunweb \| + 51 s \| \| 7e \| João Rodrigues \| Portugal \| W52-FC Porto \| + 1 min 29 s \| \| 8e \| Amaro Antunes \| Portugal \| CCC Team \| + 1 min 42 s \| \| 9e \| Neilson Powless \| États-Unis \| Team Jumbo-Visma \| + 1 min 46 s \| \| 10e \| Marc Hirschi \| Suisse \| Team Sunweb \| + 1 min 46 s \| |                      |            |                       |                 |
| |                      |            |                       |                 |
| Source : ProCyclingStats |                      |            |                       |                 |
| Classement général |                      |            |                       |                 |
| Coureur | Coureur              | Pays       | Équipe                | Temps           |
| 1er | Tadej Pogačar        | Slovénie   | UAE Team Emirates     | 9 h 51 min 24 s |
| 2e | Wout Poels           | Pays-Bas   | Team Sky              | + 1 s           |
| 3e | Enric Mas            | Espagne    | Deceuninck-Quick Step | + 3 s           |
| 4e | Sam Oomen            | Pays-Bas   | Team Sunweb           | + 5 s           |
| 5e | David de la Cruz     | Espagne    | Team Sky              | + 21 s          |
| 6e | Søren Kragh Andersen | Danemark   | Team Sunweb           | + 51 s          |
| 7e | João Rodrigues       | Portugal   | W52-FC Porto          | + 1 min 29 s    |
| 8e | Amaro Antunes        | Portugal   | CCC Team              | + 1 min 42 s    |
| 9e | Neilson Powless      | États-Unis | Team Jumbo-Visma      | + 1 min 46 s    |
| 10e | Marc Hirschi         | Suisse     | Team Sunweb           | + 1 min 46 s    |

### 3eétape
| \| Classement de l'étape \| Classement de l'étape \| Classement de l'étape \| Classement de l'étape \| Classement de l'étape \| \| Coureur \| Coureur \| Pays \| Équipe \| Temps \| \| --------------------- \| --------------------- \| --------------------- \| --------------------- \| --------------------- \| \| 1er \| Stefan Küng \| Suisse \| Groupama-FDJ \| 24 min 33 s \| \| 2e \| Søren Kragh Andersen \| Danemark \| Team Sunweb \| + 2 s \| \| 3e \| Yves Lampaert \| Belgique \| Deceuninck-Quick Step \| + 5 s \| \| 4e \| Ryan Mullen \| Irlande \| Trek-Segafredo \| + 8 s \| \| 5e \| Tadej Pogačar \| Slovénie \| UAE Team Emirates \| + 17 s \| \| 6e \| Arnaud Démare \| France \| Groupama-FDJ \| + 31 s \| \| 7e \| Mads Pedersen \| Danemark \| Trek-Segafredo \| + 36 s \| \| 8e \| Tao Geoghegan Hart \| Royaume-Uni \| Team Sky \| + 36 s \| \| 9e \| Nils Politt \| Allemagne \| Katusha-Alpecin \| + 42 s \| \| 10e \| Zdeněk Štybar \| Tchéquie \| Deceuninck-Quick Step \| + 43 s \| |                      |             |                       |             |
| |                      |             |                       |             |
| Source : ProCyclingStats |                      |             |                       |             |
| Classement de l'étape |                      |             |                       |             |
| Coureur | Coureur              | Pays        | Équipe                | Temps       |
| 1er | Stefan Küng          | Suisse      | Groupama-FDJ          | 24 min 33 s |
| 2e | Søren Kragh Andersen | Danemark    | Team Sunweb           | + 2 s       |
| 3e | Yves Lampaert        | Belgique    | Deceuninck-Quick Step | + 5 s       |
| 4e | Ryan Mullen          | Irlande     | Trek-Segafredo        | + 8 s       |
| 5e | Tadej Pogačar        | Slovénie    | UAE Team Emirates     | + 17 s      |
| 6e | Arnaud Démare        | France      | Groupama-FDJ          | + 31 s      |
| 7e | Mads Pedersen        | Danemark    | Trek-Segafredo        | + 36 s      |
| 8e | Tao Geoghegan Hart   | Royaume-Uni | Team Sky              | + 36 s      |
| 9e | Nils Politt          | Allemagne   | Katusha-Alpecin       | + 42 s      |
| 10e | Zdeněk Štybar        | Tchéquie    | Deceuninck-Quick Step | + 43 s      |

| \| Classement général \| Classement général \| Classement général \| Classement général \| Classement général \| \| Coureur \| Coureur \| Pays \| Équipe \| Temps \| \| ------------------ \| -------------------- \| ------------------ \| --------------------- \| ------------------ \| \| 1er \| Tadej Pogačar \| Slovénie \| UAE Team Emirates \| 10 h 16 min 14 s \| \| 2e \| Enric Mas \| Espagne \| Deceuninck-Quick Step \| + 31 s \| \| 3e \| Søren Kragh Andersen \| Danemark \| Team Sunweb \| + 36 s \| \| 4e \| Wout Poels \| Pays-Bas \| Team Sky \| + 37 s \| \| 5e \| David de la Cruz \| Espagne \| Team Sky \| + 57 s \| \| 6e \| Sam Oomen \| Pays-Bas \| Team Sunweb \| + 1 min 08 s \| \| 7e \| Zdeněk Štybar \| Tchéquie \| Deceuninck-Quick Step \| + 2 min 12 s \| \| 8e \| Neilson Powless \| États-Unis \| Team Jumbo-Visma \| + 2 min 13 s \| \| 9e \| Marc Hirschi \| Suisse \| Team Sunweb \| + 2 min 35 s \| \| 10e \| Amaro Antunes \| Portugal \| CCC Team \| + 2 min 43 s \| |                      |            |                       |                  |
| |                      |            |                       |                  |
| Source : ProCyclingStats |                      |            |                       |                  |
| Classement général |                      |            |                       |                  |
| Coureur | Coureur              | Pays       | Équipe                | Temps            |
| 1er | Tadej Pogačar        | Slovénie   | UAE Team Emirates     | 10 h 16 min 14 s |
| 2e | Enric Mas            | Espagne    | Deceuninck-Quick Step | + 31 s           |
| 3e | Søren Kragh Andersen | Danemark   | Team Sunweb           | + 36 s           |
| 4e | Wout Poels           | Pays-Bas   | Team Sky              | + 37 s           |
| 5e | David de la Cruz     | Espagne    | Team Sky              | + 57 s           |
| 6e | Sam Oomen            | Pays-Bas   | Team Sunweb           | + 1 min 08 s     |
| 7e | Zdeněk Štybar        | Tchéquie   | Deceuninck-Quick Step | + 2 min 12 s     |
| 8e | Neilson Powless      | États-Unis | Team Jumbo-Visma      | + 2 min 13 s     |
| 9e | Marc Hirschi         | Suisse     | Team Sunweb           | + 2 min 35 s     |
| 10e | Amaro Antunes        | Portugal   | CCC Team              | + 2 min 43 s     |

### 4eétape
| \| Classement de l'étape \| Classement de l'étape \| Classement de l'étape \| Classement de l'étape \| Classement de l'étape \| \| Coureur \| Coureur \| Pays \| Équipe \| Temps \| \| --------------------- \| --------------------- \| --------------------- \| ---------------------- \| --------------------- \| \| 1er \| Dylan Groenewegen \| Pays-Bas \| Team Jumbo-Visma \| 4 h 56 min 07 s \| \| 2e \| Arnaud Démare \| France \| Groupama-FDJ \| + 0 s \| \| 3e \| Jasper Philipsen \| Belgique \| UAE Team Emirates \| + 0 s \| \| 4e \| Pascal Ackermann \| Allemagne \| Bora-Hansgrohe \| + 0 s \| \| 5e \| Simone Consonni \| Italie \| UAE Team Emirates \| + 0 s \| \| 6e \| Jasper De Buyst \| Belgique \| Lotto-Soudal \| + 0 s \| \| 7e \| Timothy Dupont \| Belgique \| Wanty-Gobert \| + 0 s \| \| 8e \| Jens Debusschere \| Belgique \| Katusha-Alpecin \| + 0 s \| \| 9e \| Mike Teunissen \| Pays-Bas \| Team Jumbo-Visma \| + 0 s \| \| 10e \| Jon Aberasturi \| Espagne \| Caja Rural-Seguros RGA \| + 0 s \| |                   |           |                        |                 |
| |                   |           |                        |                 |
| Source : ProCyclingStats |                   |           |                        |                 |
| Classement de l'étape |                   |           |                        |                 |
| Coureur | Coureur           | Pays      | Équipe                 | Temps           |
| 1er | Dylan Groenewegen | Pays-Bas  | Team Jumbo-Visma       | 4 h 56 min 07 s |
| 2e | Arnaud Démare     | France    | Groupama-FDJ           | + 0 s           |
| 3e | Jasper Philipsen  | Belgique  | UAE Team Emirates      | + 0 s           |
| 4e | Pascal Ackermann  | Allemagne | Bora-Hansgrohe         | + 0 s           |
| 5e | Simone Consonni   | Italie    | UAE Team Emirates      | + 0 s           |
| 6e | Jasper De Buyst   | Belgique  | Lotto-Soudal           | + 0 s           |
| 7e | Timothy Dupont    | Belgique  | Wanty-Gobert           | + 0 s           |
| 8e | Jens Debusschere  | Belgique  | Katusha-Alpecin        | + 0 s           |
| 9e | Mike Teunissen    | Pays-Bas  | Team Jumbo-Visma       | + 0 s           |
| 10e | Jon Aberasturi    | Espagne   | Caja Rural-Seguros RGA | + 0 s           |

| \| Classement général \| Classement général \| Classement général \| Classement général \| Classement général \| \| Coureur \| Coureur \| Pays \| Équipe \| Temps \| \| ------------------ \| -------------------- \| ------------------ \| --------------------- \| ------------------ \| \| 1er \| Tadej Pogačar \| Slovénie \| UAE Team Emirates \| 15 h 12 min 28 s \| \| 2e \| Søren Kragh Andersen \| Danemark \| Team Sunweb \| + 29 s \| \| 3e \| Wout Poels \| Pays-Bas \| Team Sky \| + 30 s \| \| 4e \| Enric Mas \| Espagne \| Deceuninck-Quick Step \| + 31 s \| \| 5e \| David de la Cruz \| Espagne \| Team Sky \| + 57 s \| \| 6e \| Sam Oomen \| Pays-Bas \| Team Sunweb \| + 1 min 28 s \| \| 7e \| Zdeněk Štybar \| Tchéquie \| Deceuninck-Quick Step \| + 2 min 12 s \| \| 8e \| Neilson Powless \| États-Unis \| Team Jumbo-Visma \| + 2 min 13 s \| \| 9e \| Marc Hirschi \| Suisse \| Team Sunweb \| + 2 min 35 s \| \| 10e \| Amaro Antunes \| Portugal \| CCC Team \| + 2 min 36 s \| |                      |            |                       |                  |
| |                      |            |                       |                  |
| Source : ProCyclingStats |                      |            |                       |                  |
| Classement général |                      |            |                       |                  |
| Coureur | Coureur              | Pays       | Équipe                | Temps            |
| 1er | Tadej Pogačar        | Slovénie   | UAE Team Emirates     | 15 h 12 min 28 s |
| 2e | Søren Kragh Andersen | Danemark   | Team Sunweb           | + 29 s           |
| 3e | Wout Poels           | Pays-Bas   | Team Sky              | + 30 s           |
| 4e | Enric Mas            | Espagne    | Deceuninck-Quick Step | + 31 s           |
| 5e | David de la Cruz     | Espagne    | Team Sky              | + 57 s           |
| 6e | Sam Oomen            | Pays-Bas   | Team Sunweb           | + 1 min 28 s     |
| 7e | Zdeněk Štybar        | Tchéquie   | Deceuninck-Quick Step | + 2 min 12 s     |
| 8e | Neilson Powless      | États-Unis | Team Jumbo-Visma      | + 2 min 13 s     |
| 9e | Marc Hirschi         | Suisse     | Team Sunweb           | + 2 min 35 s     |
| 10e | Amaro Antunes        | Portugal   | CCC Team              | + 2 min 36 s     |

### 5eétape
| \| Classement de l'étape \| Classement de l'étape \| Classement de l'étape \| Classement de l'étape \| Classement de l'étape \| \| Coureur \| Coureur \| Pays \| Équipe \| Temps \| \| --------------------- \| --------------------- \| --------------------- \| --------------------- \| --------------------- \| \| 1er \| Zdeněk Štybar \| Tchéquie \| Deceuninck-Quick Step \| 4 h 13 min 48 s \| \| 2e \| Søren Kragh Andersen \| Danemark \| Team Sunweb \| + 3 s \| \| 3e \| Wout Poels \| Pays-Bas \| Team Sky \| + 9 s \| \| 4e \| Enric Mas \| Espagne \| Deceuninck-Quick Step \| + 12 s \| \| 5e \| Steve Cummings \| Royaume-Uni \| Dimension Data \| + 17 s \| \| 6e \| Tadej Pogačar \| Slovénie \| UAE Team Emirates \| + 18 s \| \| 7e \| João Rodrigues \| Portugal \| W52-FC Porto \| + 24 s \| \| 8e \| Sam Oomen \| Pays-Bas \| Team Sunweb \| + 30 s \| \| 9e \| Tao Geoghegan Hart \| Royaume-Uni \| Team Sky \| + 31 s \| \| 10e \| Amaro Antunes \| Portugal \| CCC Team \| + 34 s \| |                      |             |                       |                 |
| |                      |             |                       |                 |
| Source : ProCyclingStats |                      |             |                       |                 |
| Classement de l'étape |                      |             |                       |                 |
| Coureur | Coureur              | Pays        | Équipe                | Temps           |
| 1er | Zdeněk Štybar        | Tchéquie    | Deceuninck-Quick Step | 4 h 13 min 48 s |
| 2e | Søren Kragh Andersen | Danemark    | Team Sunweb           | + 3 s           |
| 3e | Wout Poels           | Pays-Bas    | Team Sky              | + 9 s           |
| 4e | Enric Mas            | Espagne     | Deceuninck-Quick Step | + 12 s          |
| 5e | Steve Cummings       | Royaume-Uni | Dimension Data        | + 17 s          |
| 6e | Tadej Pogačar        | Slovénie    | UAE Team Emirates     | + 18 s          |
| 7e | João Rodrigues       | Portugal    | W52-FC Porto          | + 24 s          |
| 8e | Sam Oomen            | Pays-Bas    | Team Sunweb           | + 30 s          |
| 9e | Tao Geoghegan Hart   | Royaume-Uni | Team Sky              | + 31 s          |
| 10e | Amaro Antunes        | Portugal    | CCC Team              | + 34 s          |

## Classements finals

### Classement général final
| \| Classement général \| Classement général \| Classement général \| Classement général \| Classement général \| \| Coureur \| Coureur \| Pays \| Équipe \| Temps \| \| ------------------ \| -------------------- \| ------------------ \| --------------------- \| ------------------ \| \| 1er \| Tadej Pogačar \| Slovénie \| UAE Team Emirates \| 19 h 26 min 34 s \| \| 2e \| Søren Kragh Andersen \| Danemark \| Team Sunweb \| + 14 s \| \| 3e \| Wout Poels \| Pays-Bas \| Team Sky \| + 21 s \| \| 4e \| Enric Mas \| Espagne \| Deceuninck-Quick Step \| + 25 s \| \| 5e \| Sam Oomen \| Pays-Bas \| Team Sunweb \| + 1 min 40 s \| \| 6e \| Zdeněk Štybar \| Tchéquie \| Deceuninck-Quick Step \| + 1 min 54 s \| \| 7e \| Neilson Powless \| États-Unis \| Team Jumbo-Visma \| + 2 min 50 s \| \| 8e \| Amaro Antunes \| Portugal \| CCC Team \| + 2 min 52 s \| \| 9e \| João Rodrigues \| Portugal \| W52-FC Porto \| + 3 min 27 s \| \| 10e \| Simon Špilak \| Slovénie \| Katusha-Alpecin \| + 3 min 47 s \| |                      |            |                       |                  |
| |                      |            |                       |                  |
| Source : ProCyclingStats |                      |            |                       |                  |
| Classement général |                      |            |                       |                  |
| Coureur | Coureur              | Pays       | Équipe                | Temps            |
| 1er | Tadej Pogačar        | Slovénie   | UAE Team Emirates     | 19 h 26 min 34 s |
| 2e | Søren Kragh Andersen | Danemark   | Team Sunweb           | + 14 s           |
| 3e | Wout Poels           | Pays-Bas   | Team Sky              | + 21 s           |
| 4e | Enric Mas            | Espagne    | Deceuninck-Quick Step | + 25 s           |
| 5e | Sam Oomen            | Pays-Bas   | Team Sunweb           | + 1 min 40 s     |
| 6e | Zdeněk Štybar        | Tchéquie   | Deceuninck-Quick Step | + 1 min 54 s     |
| 7e | Neilson Powless      | États-Unis | Team Jumbo-Visma      | + 2 min 50 s     |
| 8e | Amaro Antunes        | Portugal   | CCC Team              | + 2 min 52 s     |
| 9e | João Rodrigues       | Portugal   | W52-FC Porto          | + 3 min 27 s     |
| 10e | Simon Špilak         | Slovénie   | Katusha-Alpecin       | + 3 min 47 s     |

### Classements annexes
| Classement par points | Classement par points | Classement par points | Classement par points | Classement par points |
| Coureur               | Coureur               | Pays                  | Équipe                | Points                |
| --------------------- | --------------------- | --------------------- | --------------------- | --------------------- |
| 1er                   | Pascal Ackermann      | Allemagne             | Bora-Hansgrohe        | 29 pts                |
| 2e                    | Fabio Jakobsen        | Pays-Bas              | Deceuninck-Quick Step | 25 pts                |
| 3e                    | Dylan Groenewegen     | Pays-Bas              | Team Jumbo-Visma      | 25 pts                |
| 4e                    | Wout Poels            | Pays-Bas              | Team Sky              | 22 pts                |
| 5e                    | Jasper De Buyst       | Belgique              | Lotto-Soudal          | 21 pts                |
| 6e                    | Tadej Pogačar         | Slovénie              | UAE Team Emirates     | 20 pts                |
| 7e                    | Søren Kragh Andersen  | Danemark              | Team Sunweb           | 20 pts                |
| 8e                    | Enric Mas             | Espagne               | Deceuninck-Quick Step | 18 pts                |
| 9e                    | Jasper Philipsen      | Belgique              | UAE Team Emirates     | 16 pts                |
| 10e                   | Zdeněk Štybar         | Tchéquie              | Deceuninck-Quick Step | 15 pts                |

| Classement par points | Classement par points | Classement par points | Classement par points | Classement par points |
| Coureur               | Coureur               | Pays                  | Équipe                | Points                |
| --------------------- | --------------------- | --------------------- | --------------------- | --------------------- |
| 1er                   | Pascal Ackermann      | Allemagne             | Bora-Hansgrohe        | 29 pts                |
| 2e                    | Fabio Jakobsen        | Pays-Bas              | Deceuninck-Quick Step | 25 pts                |
| 3e                    | Dylan Groenewegen     | Pays-Bas              | Team Jumbo-Visma      | 25 pts                |
| 4e                    | Wout Poels            | Pays-Bas              | Team Sky              | 22 pts                |
| 5e                    | Jasper De Buyst       | Belgique              | Lotto-Soudal          | 21 pts                |
| 6e                    | Tadej Pogačar         | Slovénie              | UAE Team Emirates     | 20 pts                |
| 7e                    | Søren Kragh Andersen  | Danemark              | Team Sunweb           | 20 pts                |
| 8e                    | Enric Mas             | Espagne               | Deceuninck-Quick Step | 18 pts                |
| 9e                    | Jasper Philipsen      | Belgique              | UAE Team Emirates     | 16 pts                |
| 10e                   | Zdeněk Štybar         | Tchéquie              | Deceuninck-Quick Step | 15 pts                |

| Classement de la montagne | Classement de la montagne | Classement de la montagne | Classement de la montagne | Classement de la montagne |
| Coureur                   | Coureur                   | Pays                      | Équipe                    | Points                    |
| ------------------------- | ------------------------- | ------------------------- | ------------------------- | ------------------------- |
| 1er                       | Tim Declercq              | Belgique                  | Deceuninck-Quick Step     | 15 pts                    |
| 2e                        | Wout Poels                | Pays-Bas                  | Team Sky                  | 11 pts                    |
| 3e                        | Tadej Pogačar             | Slovénie                  | UAE Team Emirates         | 10 pts                    |
| 4e                        | Amaro Antunes             | Portugal                  | CCC Team                  | 8 pts                     |
| 5e                        | Vicente García de Mateos  | Espagne                   | Aviludo-Louletano         | 8 pts                     |
| 6e                        | David Ribeiro             | Portugal                  | LA Aluminios              | 8 pts                     |
| 7e                        | Enric Mas                 | Espagne                   | Deceuninck-Quick Step     | 8 pts                     |
| 8e                        | Zdeněk Štybar             | Tchéquie                  | Deceuninck-Quick Step     | 6 pts                     |
| 9e                        | Stefan Küng               | Suisse                    | Groupama-FDJ              | 6 pts                     |
| 10e                       | Jonas Koch                | Allemagne                 | CCC Team                  | 6 pts                     |

| Classement de la montagne | Classement de la montagne | Classement de la montagne | Classement de la montagne | Classement de la montagne |
| Coureur                   | Coureur                   | Pays                      | Équipe                    | Points                    |
| ------------------------- | ------------------------- | ------------------------- | ------------------------- | ------------------------- |
| 1er                       | Tim Declercq              | Belgique                  | Deceuninck-Quick Step     | 15 pts                    |
| 2e                        | Wout Poels                | Pays-Bas                  | Team Sky                  | 11 pts                    |
| 3e                        | Tadej Pogačar             | Slovénie                  | UAE Team Emirates         | 10 pts                    |
| 4e                        | Amaro Antunes             | Portugal                  | CCC Team                  | 8 pts                     |
| 5e                        | Vicente García de Mateos  | Espagne                   | Aviludo-Louletano         | 8 pts                     |
| 6e                        | David Ribeiro             | Portugal                  | LA Aluminios              | 8 pts                     |
| 7e                        | Enric Mas                 | Espagne                   | Deceuninck-Quick Step     | 8 pts                     |
| 8e                        | Zdeněk Štybar             | Tchéquie                  | Deceuninck-Quick Step     | 6 pts                     |
| 9e                        | Stefan Küng               | Suisse                    | Groupama-FDJ              | 6 pts                     |
| 10e                       | Jonas Koch                | Allemagne                 | CCC Team                  | 6 pts                     |

#### Classement du meilleur jeune
| Classement du meilleur jeune | Classement du meilleur jeune | Classement du meilleur jeune | Classement du meilleur jeune | Classement du meilleur jeune |
| Coureur                      | Coureur                      | Pays                         | Équipe                       | Temps                        |
| ---------------------------- | ---------------------------- | ---------------------------- | ---------------------------- | ---------------------------- |
| 1er                          | Tadej Pogačar                | Slovénie                     | UAE Team Emirates            | 19 h 26 min 34 s             |
| 2e                           | Neilson Powless              | États-Unis                   | Team Jumbo-Visma             | + 2 min 50 s                 |
| 3e                           | Marc Hirschi                 | Suisse                       | Team Sunweb                  | + 10 min 40 s                |
| 4e                           | Casper Pedersen              | Danemark                     | Team Sunweb                  | + 25 min 01 s                |
| 5e                           | Hugo Nunes                   | Portugal                     | Rádio Popular-Boavista       | + 25 min 38 s                |
| 6e                           | Jasper Philipsen             | Belgique                     | UAE Team Emirates            | + 26 min 16 s                |
| 7e                           | Stan Dewulf                  | Belgique                     | Lotto-Soudal                 | + 31 min 11 s                |
| 8e                           | Emanuel Duarte               | Portugal                     | LA Aluminios                 | + 33 min 24 s                |
| 9e                           | João Barbosa                 | Portugal                     | Vito-Feirense-Pnb            | + 33 min 29 s                |
| 10e                          | Rafael Lourenço              | Portugal                     | UD Oliveirense-InOutBuild    | + 34 min 56 s                |

## Classements UCI
La course attribue le même nombre de points pour l'UCI Europe Tour 2019 et le Classement mondial UCI (pour tous les coureurs).
| Position           | 1er | 2e  | 3e  | 4e  | 5e | 6e | 7e | 8e | 9e | 10e | 11e | 12e | 13e | 14e | 15e | 16e à 30e | 31e à 40e |
| Classement général | 200 | 150 | 125 | 100 | 85 | 70 | 60 | 50 | 40 | 35  | 30  | 25  | 20  | 15  | 10  | 5         | 3         |
| Par étape          | 20  | 10  | 5   |     |    |    |    |    |    |     |     |     |     |     |     |           |           |
| Leader, par étape  | 5   |     |     |     |    |    |    |    |    |     |     |     |     |     |     |           |           |

## Évolution des classements
| Étape            | Vainqueur         | Classement général | Classement de la montagne | Classement par points | Classement du meilleur jeune | Classement par équipes |
| ---------------- | ----------------- | ------------------ | ------------------------- | --------------------- | ---------------------------- | ---------------------- |
| 1                | Fabio Jakobsen    | Fabio Jakobsen     | David Ribeiro             | Fabio Jakobsen        | Fabio Jakobsen               | Lotto-Soudal           |
| 2                | Tadej Pogačar     | Tadej Pogačar      | Tadej Pogačar             | Fabio Jakobsen        | Tadej Pogačar                | UAE Emirates           |
| 3                | Stefan Küng       | Tadej Pogačar      | Tadej Pogačar             | Fabio Jakobsen        | Tadej Pogačar                | Sunweb                 |
| 4                | Dylan Groenewegen | Tadej Pogačar      | Tadej Pogačar             | Arnaud Démare         | Tadej Pogačar                | Sunweb                 |
| 5                | Zdeněk Štybar     | Tadej Pogačar      | Tim Declercq              | Pascal Ackermann      | Tadej Pogačar                | Sky                    |
| Classement final | Classement final  | Tadej Pogačar      | Tim Declercq              | Pascal Ackermann      | Tadej Pogačar                | Sky                    |